# Bänkbok
En bänkbok är en bok, oftast en skönlitterär sådan, som en skolelev läsa som skoluppgift och sedan eventuellt kan få diskutera eller skriva en recension om. Det kan också vara en stående uppgift som elever kan få arbeta med om de blir färdiga före andra med en uppgift och får tid över på lektionen. Bänkboken är till stor del självvald, för att stimulera läsintresset, och oftast lånad på ett skolbibliotek. Om skolan saknar skolbibliotek kan böckerna lånas på ett folkbibliotek eller tillhandahållas av skolan. Ibland kan det även finnas möjlighet för elever att ta med en bok hemifrån. Ordet bänkbok syftar på att boken brukade förvaras i skolbänken. I Sverige har många skolbänkar ersatts av vanliga bord i klassrummen och istället förvaras då bänkboken ofta i inredningsmöbler som bokhyllor, lådor eller skåp. Det kan också ha medfört att termen bänkbok inte längre är lika vanlig i Sverige. Med tiden har bänkbok även kommit att användas om en e-bok som eleven läser på dator eller surfplatta. Bänkbok kan förekomma från förskoleklass och uppåt.